# بنجانی امواروواری
بنجانی امواروواری (انگلیسی: Benjani Mwaruwari؛ زادهٔ ۱۳ اوت ۱۹۷۸) بازیکن فوتبال اهل زیمبابوه بود.
از باشگاه‌هایی که در آن بازی کرده‌است می‌توان به باشگاه فوتبال منچستر سیتی، باشگاه فوتبال پورتسموث، باشگاه فوتبال ساندرلند، باشگاه فوتبال گراس‌هاپر زوریخ، باشگاه فوتبال اوسر، و باشگاه فوتبال بلکبرن روورز اشاره کرد.
وی همچنین در تیم ملی فوتبال زیمبابوه بازی کرده‌است.